# Vällingby
Vällingby – dzielnica (stadsdel) Sztokholmu, położona w jego zachodniej części (Västerort) i wchodząca w skład stadsdelsområde Hässelby-Vällingby. Graniczy z dzielnicami Nälsta, Råcksta, Grimsta i Vinsta.
Vällingby są przykładem szwedzkiego modernizmu w architekturze i urbanistyce. Dzielnica, zaprojektowana w latach 1947–1950 pod kierunkiem architekta Svena Markeliusa, stanowić miała tzw. „miasto ABC” (szw. Arbetsplatser, Bostäder, Centrum), gdzie miejsca pracy, mieszkania oraz centrum handlowo-usługowe znajdować się miały na jednym zwartym obszarze.
Według danych opublikowanych przez gminę Sztokholm, 31 grudnia 2020 r. Vällingby liczyło 8635 mieszkańców. Powierzchnia dzielnicy wynosi 1,37 km².
Vällingby jest jedną ze stacji na zielonej linii (T19) sztokholmskiego metra.